# Zom (personaggio)
Zom è un personaggio dei fumetti pubblicati dalla Marvel Comics, è un demone di un'altra dimensione nemico del Dottor Strange.

## Biografia
Al suo primo incontro con la malvagia Umar, il Dottor Strange non è abbastanza potente per sconfiggerla e, su consiglio dell'Antico, richiama Zom dalla sua prigione extradimensionale, la sola presenza del demone fa fuggire la strega ma adesso discepolo e maestro devono affrontare il male che loro stessi hanno liberato. Solo il sacrificio dell'Antico permette a Strange di sconfiggere Zom, sfruttando il suo punto debole ovvero il ciuffo di capelli che spunta dalla sua testa, nonostante questo duro colpo il demone contrattacca ma viene esiliato dalla Terra all'arrivo del Tribunale Vivente. Anni dopo, l'anfora che imprigionava Zom, conservata nel Sancta Sanctorum del Dottor Strange, si rompe e un frammento dell'essenza del demone, chiamata Zomling, fugge e inizia a nutrirsi di energia per accrescere il proprio potere, fortunatamente il mago supremo si accorge dell'evasione e ricatturato il fuggiasco lo sigilla nuovamente nel contenitore. In seguito, il Dottor Strange è costretto a evocare Zom per affrontare Hulk e i suoi Fratelli di Guerra ma, ottenebrato dal potere del demone, mette a repentaglio la vita di alcuni innocenti facendo infuriare il gigante di giada e venendo sconfitto. Dopo la sconfitta, Zom si libera e prende possesso dell'armatura Hulkbuster di Tony Stark, i suoi piani di distruzione vengono fermati da Angelo, Ercole, Namora e Amadeus Cho, quest'ultimo si fa possedere dal demone in modo che Wong lo possa intrappolare nella sua anfora. Strange dovrà ricorrere nuovamente al potere di Zom quando la sua casa verrà attaccata da Hood e dalla sua banda di criminali.

## Poteri e abilità
Zom è dotato di un grande potere mistico e di una enorme potenza, il ciuffo di capelli sulla sua testa è il suo unico punto debole.